# Waldbrunn
Waldbrunn es un municipio en el distrito de Neckar-Odenwald en el norte de Baden-Wurtemberg, Alemania.

## Historia
El 1 de enero de 1973, las cinco aldeas de Oberdielbach, Schollbrunn, Strümpfelbrunn, Waldkatzenbach y Weisbach se fusionaron para formar el municipio Waldbrunn y el 1 de enero de 1975 Mülben fue incorporada.